# Maiky de la Cruz
Maiky Jordan de la Cruz Borja (* 13. August 2004 in Cuenca) ist ein ecuadorianischer Fußballspieler, der seit 2022 bei Stade Reims in Frankreich unter Vertrag steht und momentan an Marignane GCB verliehen ist.

## Verein
Der Außenverteidiger stammt aus der Jugend von CD Cuenca sowie LDU Quito, wurde von dort 2020 an den Drittligisten Club Atlético Kin verliehen und debütierte nach seiner Rückkehr am 16. August 2021 beim 3:3-Heimsiel gegen Deportivo Cuenca in der Serie A Ecuador. Im Jahre 2021 war er einer von 60 Talenten der „Next Generation“-Liste von The Guardian. Im Sommer 2022 folgte dann der Wechsel nach Frankreich in die Reserve- bzw. Jugendmannschaft des Erstligisten Stade Reims. Zur Saison 2023/24 wurde er leihweise an Union Titus Petingen in die BGL Ligue nach Luxemburg abgegeben und absolvierte dort 10 Erstligaspiele. Im Februar 2025 folgte dann eine weitere Ausleihe zum französischen Viertligisten Marignane GCB.

## Nationalmannschaft
Im Mai 2023 nahm er mit der U-20-Nationalmannschaft an der Weltmeisterschaft in Argentinien statt und erreichte mit dem Team das Achtelfinale. 

## Sonstiges
Maiky ist der Neffe des ehemaligen Fußballspielers Ulises de la Cruz (* 1974).